# نادیا دوسانووا
نادیا دوسانووا (Надия Дусанова؛ زادهٔ ۱۷ نوامبر ۱۹۸۷) ورزشکار پرش ارتفاع اهل ازبکستان است.
وی در مسابقات کشوری و بین‌المللی در مجموع برندهٔ ۱ مدال برنز شده‌است.